# صابیح آرجا
صابیح آرجا (ترکی استانبولی: Sabih Arca; ۱۹۰۱ – ۲۴ آوریل ۱۹۷۹) بازیکن فوتبال اهل ترکیه بود.
از باشگاه‌هایی که در آن بازی کرده‌است می‌توان به باشگاه فوتبال فنرباغچه اشاره کرد.
وی همچنین در تیم ملی فوتبال ترکیه بازی کرده‌است.